# Kanzel (Aulzhausen)

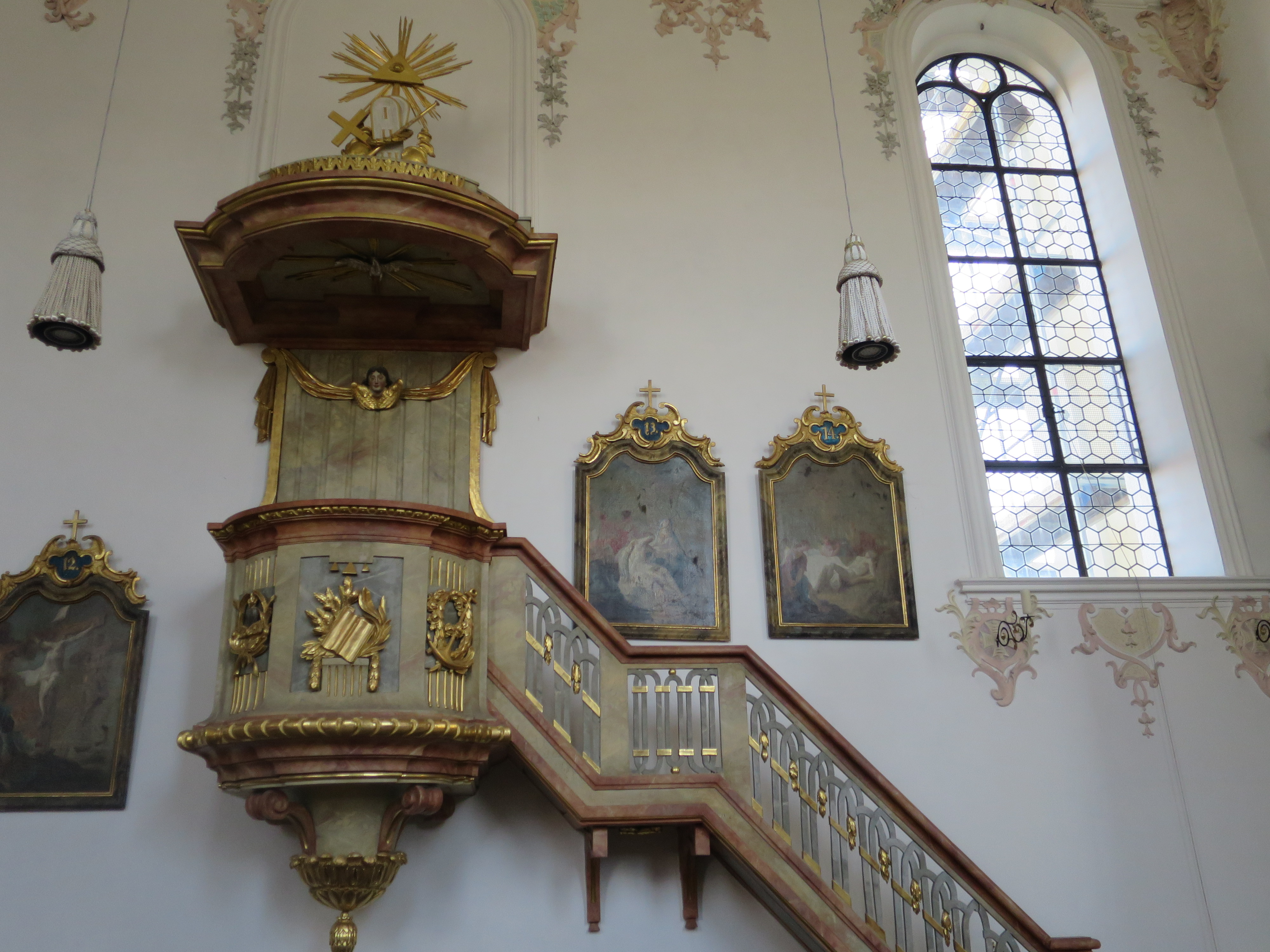
Kanzel in Aulzhausen

Die Kanzel in der katholischen Pfarrkirche St. Laurentius und Elisabeth in Aulzhausen, einem Gemeindeteil von Affing im Landkreis Aichach-Friedberg im bayerischen Regierungsbezirk Schwaben, wurde um 1780 geschaffen. Die Kanzel ist ein Teil der als Baudenkmal geschützten Kirchenausstattung.
Die hölzerne Kanzel im Stil des Klassizismus besitzt einen halbrunden Kanzelkorb mit drei Symbolen (Pelikan, Buch, Anker) an der Vorderseite. An der Unterseite bildet ein Zapfen den Abschluss. Die Rückwand ist mit einem Engelskopf geschmückt. 
Der Schalldeckel mit Gesims wird von den Gesetzestafeln und dem Auge der Vorsehung bekrönt, an der Unterseite ist eine Heiliggeisttaube zu sehen.